# Kampfgeschwader 3
La Kampfgeschwader 3 Blitz (KG 3) (3e escadron de bombardiers) est une unité de bombardiers de la Luftwaffe pendant la Seconde Guerre mondiale. 

## Opérations
Le KG 3 a opéré sur des bombardiers Dornier Do 17Z, Junkers Ju 88A/C/P et des Heinkel He 111H (uniquement le III./KG 3). 

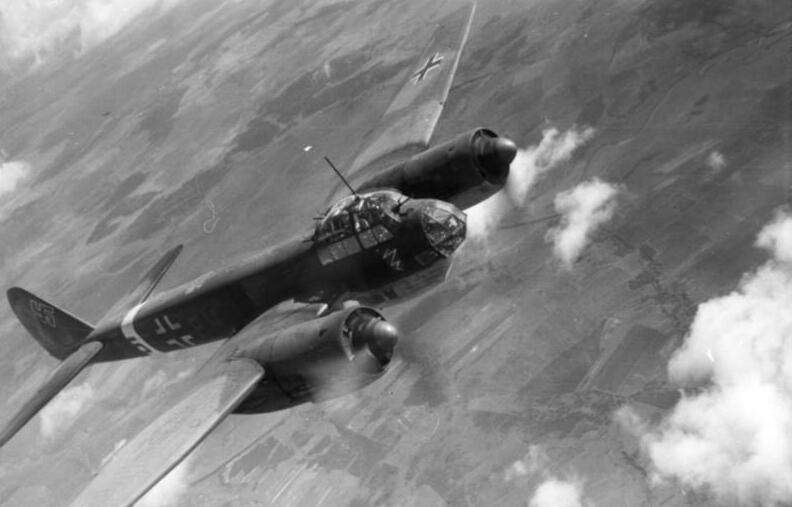
Un Junkers Ju 88A du KG 3 sur le front russe en septembre-octobre 1942

Il a été engagé dans les engagements suivants :
- Campagne de Pologne
- Bataille de Danemark
- Campagne de Norvège
- Bataille des Pays-Bas
- Bataille de Belgique
- Bataille de France
- Invasion de la Yougoslavie
- Bataille de Grèce
- Bataille de Crète
- Bataille de Kiev

## Organisation

### Stab. Gruppe
Formé le 1er mai 1939 à Heiligenbeil à partir du Stab/KG 153.

Un Stabs-staffel a existé d'avril 1940 et août 1944.

Le Stab./KG 3 est dissous en juillet 1944.

Geschwaderkommodore (commandant de l'escadron) :
| Début             | Fin              | Grade          | Nom                              |
| ----------------- | ---------------- | -------------- | -------------------------------- |
| 1er mai 1939      | Septembre 1941   | Oberst         | Wolfgang von Chamier-Glisczinski |
| Septembre 1941    | Novembre 1942    | Oberst         | Heinrich Conrady                 |
| 1942              | 1942             | Oberst         | Erich Rathmann (par intérim)     |
| Novembre 1942     | 3 janvier 1943   | Major          | Jobst-Hinrich von Heydebreck     |
| Janvier 1943      | 7 septembre 1943 | Oberstleutnant | Walter Lehwess-Litzmann          |
| 23 septembre 1943 | Juillet 1944     | Major          | Fritz Auffhammer                 |

### I. Gruppe
Formé le 1er mars 1940 à Burg-Magdebourg avec :
- Stab I./KG 3 nouvellement créé
- 1./KG 3 nouvellement créé
- 2./KG 3 nouvellement créé
- 3./KG 3 nouvellement créé

Le I./KG 3 est dissous en juillet 1944.
Gruppenkommandeure (Commandant de groupe) :
| Début            | Fin              | Grade          | Nom                         |
| ---------------- | ---------------- | -------------- | --------------------------- |
| 1er mars 1940    | 23 juillet 1940  | Oberstleutnant | Rudolf Gabelmann            |
| 23 juillet 1940  | 5 août 1940      | Major          | Wilhelm-Georg von Kunowski  |
| 5 août 1940      | 1941             | Oberstleutnant | Carl Freiherr von Wechmar   |
| 1941             | 12 juillet 1941  | Major          | Heinze                      |
| 12 juillet 1941  | Octobre 1941     | Hauptmann      | Hans Bader                  |
| Octobre 1941     | Octobre 1941     | Hauptmann      | Ernst Nitsche (par intérim) |
| Octobre 1941     | 25 novembre 1941 | Oberstleutnant | Fridtjof Pasquay            |
| Décembre 1941    | Novembre 1942    | Hauptmann      | Heinz Laube                 |
| 14 novembre 1942 | 15 avril 1944    | Major          | Joachim Jödicke             |
| 15 avril 1944    | Juillet 1944     | Oberstleutnant | Bernhard von Dobschütz      |

### II. Gruppe
Formé le 1er mai 1939 à Heiligenbeil à partir du II./KG 153 avec : 
- Stab II./KG 3 à partir du Stab II./KG 153
- 4./KG 3 à partir du 4./KG 153
- 5./KG 3 à partir du 5./KG 153
- 6./KG 3 à partir du 6./KG 153

Le II./KG 2 est dissous en juillet 1944.
Gruppenkommandeure :
| Début            | Fin              | Grade          | Nom               |
| ---------------- | ---------------- | -------------- | ----------------- |
| 1er mai 1939     | 1er juillet 1939 | Oberst         | Viktor Seebauer   |
| 1er juillet 1939 | 1er avril 1940   | Oberstleutnant | Erich Munske      |
| 1er avril 1940   | 16 mai 1940      | Oberstleutnant | Albrecht Jahn     |
| 16 mai 1940      | 7 janvier 1941   | Hauptmann      | Otto Pilger       |
| 7 janvier 1941   | 1941             | Hauptmann      | Johannes Hübner   |
| 1941             | 21 décembre 1941 | Hauptmann      | Kurt Peters       |
| Décembre 1941    | 22 mai 1942      | Major          | Waldemar Krüger   |
| Mai 1942         | 29 octobre 1942  | Major          | Günther Dörffel   |
| 29 octobre 1942  | 20 octobre 1943  | Major          | Jürgen de Lalande |
| 20 octobre 1943  | Juillet 1944     | Hauptmann      | Willi Müller      |

### III. Gruppe
Formé le 1er mai 1939 à Heiligenbeil à partir du III./KG 153 avec :
- Stab III./KG 3 devient Stab III./KG 153
- 7./KG 3 à partir du 7./KG 153
- 8./KG 3 à partir du 8./KG 153
- 9./KG 3 à partir du 9./KG 153

En février 1944, le III./KG 3 est renommé I./Nachtjagdgeschwader 7 avec :
- Stab III./KG 3 devient Stab I./NJG 7
- 7./KG 3 devient 1./NJG 7
- 8./KG 3 devient 2./NJG 7
- 9./KG 3 devient 3./NJG 7

Reformé en février 1944 en Allemagne à partir du II./Kampfgeschwader 51 avec :
- Stab III./KG 3 à partir du Stab II./KG 51
- 7./KG 3 à partir du 4./KG 51
- 8./KG 3 à partir du 5./KG 51
- 9./KG 3 à partir du 6./KG 51

Utilisé pour le lancement aérienne des bombes volantes V1. Le 9 septembre 1944, le III./KG 3 est renommé I./Kampfgeschwader 53 avec :
- Stab III./KG 3 devient Stab I./KG 53
- 7./KG 3 devient 1./KG 53
- 8./KG 3 devient 2./KG 53
- 9./KG 3 devient 3./KG 53

Gruppenkommandeure :
| Début            | Fin              | Grade          | Nom                        |
| ---------------- | ---------------- | -------------- | -------------------------- |
| 1er mai 1939     | 1er juillet 1939 | Oberstleutnant | Hans Grund                 |
| 1er juillet 1939 | 2 mars 1940      | Oberstleutnant | Karl Neuhüttler            |
| 2 mars 1940      | 1er avril 1940   | Oberst         | Albrecht Jahn              |
| 1er avril 1940   | 21 mai 1940      | Major          | Wilhelm-Georg von Kunowski |
| 21 mai 1940      | Septembre 1941   | Hauptmann      | Erich Rathmann             |
| Septembre 1941   | 7 décembre 1941  | Major          | Wladimir Graowaes          |
| 7 décembre 1941  | 30 novembre 1942 | Hauptmann      | Ernst-Wilhelm Ihrig        |
| Décembre 1942    | 22 avril 1943    | Hauptmann      | Siegfried Jungklaus        |
| 18 mai 1943      | Février 1944     | Major          | Horst Bengsch              |
| Février 1944     | Septembre 1944   | Hauptmann      | Martin Vetter              |

### IV. Gruppe
Formé en août 1940 à Le Culot comme (Erg.Staffel/KG3). En avril 1941, il s'élargit et devient le IV. (Erg.)/KG 3 avec :
- Stab IV./KG 3 nouvellement créé
- 10./KG 3 à partir du Erg.Sta./KG 3
- 11./KG 3 nouvellement créé
- 12./KG 3 nouvellement créé

Le 13./KG 3 est probablement formé en septembre 1943 à Heiligenbeil, mais a été dissous la même année.

Le IV./KG 3 est dissous le 18 août 1944.
Gruppenkommandeure :
| Début             | Fin               | Grade        | Nom                  |
| ----------------- | ----------------- | ------------ | -------------------- |
| Août 1940         | Septembre 1940    | Major        | Wilhelm von Kunowski |
| Septembre 1940    | Avril 1941        | Oberleutnant | Hans Claussen        |
| Avril 1941        | 30 septembre 1941 | Hauptmann    | Waldemar Krüger      |
| 1er octobre 1941  | 14 septembre 1942 | Major        | Erich Rathmann       |
| 15 septembre 1942 | 24 octobre 1942   | Major        | Jürgen de Lalande    |
| 25 octobre 1942   | 31 mai 1944       | Major        | Paul Breu            |
| 1er juin 1944     | 18 août 1944      | Major        | Joachim Jödicke      |

### 10. (kroat.)/KG 3
Formé en août 1941 à Greifswald.

En juillet 1942, il est renommé  15. (kroat.)/Kampfgeschwader 53.

### 14.(Eis)/KG 3
Formé le 1er février 1944 à Orscha à partir du 9./KG 1 et des éléments du 6./KG 3.

Il est dissous en octobre 1944.